# Elizabeth Bowen (attrice)
Elizabeth Bowen (Vancouver, ...) è un'attrice canadese.
È nota principalmente per l'interpretazione del vice sceriffo Liv Baker nella serie televisiva Resident Alien.

## Filmografia parziale

### Televisione
- Fargo – serie TV, 2 episodi (2015)
- No Tomorrow – serie TV, 6 episodi (2016-2017)
- Loudermilk – serie TV, 2 episodi (2017)
- Michelle's – serie TV, 6 episodi (2018-2019)
- Woke – serie TV, 2 episodi (2020)
- Upload – serie TV, 4 episodi (2020)
- Avvocati di famiglia – serie TV, un episodio (2021)
- Resident Alien – serie TV, 44 episodi (2021-2025)

## Doppiatrici italiane
Nelle versioni in italiano delle opere in cui ha recitato, Elizabeth Bowen è stata doppiata da:
- Benedetta Degli Innocenti in No Tomorrow
- Simona Biasetti in Upload
- Francesca Guadagno in Resident Alien